# Agència de Salut Pública de Barcelona
L'Agència de Salut Pública de Barcelona és un organisme autònom previst per la Llei de la Carta Municipal de Barcelona de 1998 per gestionar els serveis de salut pública i medi ambient a la ciutat, concentrant en un únic organisme de caràcter consorciat les responsabilitats i recursos de l'Ajuntament de Barcelona i del Departament de Salut de la Generalitat de Catalunya d'aquest àmbit. Va ser creada l'any 2002, i va començar el seu funcionament l'1 de gener de 2003.

## Antecedents
Els antecedents de l'Agència es troben els les dues institucions sanitàries de què es va dotar l'Ajuntament de Barcelona a finals del segle xix per millorar la salut pública de la ciutat, el Laboratori Microbiològic Municipal creat el 1886 sota direcció de Jaume Ferran i Clua i l'Institut Municipal d'Higiene creat el 1891 amb direcció de Lluís Comenge i Ferrer. Després de la recuperació de la democràcia el 1979, aquestes estructures i altres formaven part de l'Àrea de Salut Pública de l'Ajuntament, que el 1996 es va constituir com a organisme autònom municipal, l'Institut Municipal de Salut Pública. Posteriorment es va integrar amb el Laboratori territorial de Barcelona del Departament de Salut, creant-se l'Agència formalment el 2002.

## Govern
L'Agència és governada per una Junta de govern composta per vuit persones, de les que la Presidència i tres més són designades per l'Alcaldia i la Vice-presidència i dues més són designades per la Conselleria de Salut de la Generalitat de Catalunya; una persona és designada pels treballadors de l'Agència. Compta amb una Gerència, i una Secretaria.

## Funcions i serveis
Les funcions de l'Agència es troben especificades en els seus estatuts, i la seva Junta de govern aprova el seu catàleg de serveis, que s'actualitza periòdicament. Aquests es concentren a la ciutat i inclouen l'elaboració d'informació sanitària, la vigilància i control sanitaris (epidemiològica, alimentària, ambiental i de plagues urbanes), la gestió de diversos programes i serveis de prevenció i promoció de la salut, i de diversos serveis d'atenció a les drogodependències, així com el Laboratori de salut pública. L'Agència exerceix l'autoritat sanitària a la ciutat. Pot prestar aquells serveis externs que li siguin encomanats per altres sempre que siguin congruents amb les seves funcions, cobrant-los d'acord amb uns preus públics. Ha mantingut activitat de recerca aplicada a la pràctica de salut pública, i contribueix a la docència en aquest camp.
L'Ajuntament va concentrar en l'Agència els seus serveis i responsabilitats de salut pública, i la Llei 18/2009 de salut pública i diversos textos legals previs han atribuït a l'Agència la responsabilitat dels serveis de salut pública que a la resta de Catalunya exerceixen els serveis autonòmics. Per tot això, l'Agència es configura com a finestreta única de la salut pública a la ciutat, resolent així la duplicitat de funcions i la concurrència competencial que solia produir-se prèviament.